# 砾手龙属
砾手龙（学名：Petrodactyle，意为“石头手指”）是梳颌翼龙科翼龙已灭绝的一个属，来自德国巴伐利亚晚侏罗世默恩海姆组（索尔恩霍芬石灰岩）。属下仅含单一物种韦氏砾手龙（P. wellnhoferi），所知于部分亚成体骨骼。砾手龙是索尔恩霍芬发现的最大翼龙类之一，也是最大的侏罗纪翼龙之一，翼展估计为2.1（6.9英尺）。

## 发现与命名
正模标本兼唯一已知标本发现于德国巴伐利亚州米尔海姆附近默恩海姆组的德里特罗萨层（"Dritte Rosa"）。该标本最初由冈瑟·泽荷特纳（Günther Zehetner）在一个面向公众开放的采石场中发现并采石场主人罗兰·波西（Roland Pöschl）和乌利·莱昂哈德（Uli Leonhard）挖掘出来。LF 2809于2015年被劳尔古生物学、科学和教育基金会（Lauer Foundation for Paleontology, Science and Education）收购，并永久存放在他们的收藏中。
2023年，霍尔等人根据此化石遗骸描述了梳颌翼龙科新属新种韦氏砾手龙（Petrodactyle wellnhoferi）。属名取自古希腊语单词petro（石头）及dactylus（手指）。此名系致敬翼手龙1809年最初描述中为之取的属名“Ptero-Dactyle”，其曾在封面上被错误印刷为“Petro-Dactyle”。种名致敬翼龙研究者彼得·韦尔恩霍费尔（Peter Wellnhofer）。

## 分类
霍恩等人（2023年）将砾手龙作为高卢翼龙科的疑似成员或近亲而归入梳颌翼龙科演化支。